# Quinto Licinio Catone
Quinto Licinio Catone è un personaggio immaginario coprotagonista dell'universo narrativo Eagles of the Empire Series creato dallo scrittore Simon Scarrow.
Terzo personaggio presentato dallo scrittore, durante gli eventi narrati in Sotto l'aquila di Roma Catone è un giovane liberto proveniente da Roma, divenuto libero grazie alla supplica postuma posta dal padre all'imperatore Claudio come compensa per i servizi resi a quest'ultimo.
Accettata la richiesta, l'imperatore concesse la libertà a Catone a patto che quest'ultimo servisse Roma nell'esercito, scrivendo per lui una lettera di raccomandazione in cui ordinava al legato Tito Flavio Vespasiano di nominarlo centurione della Legio II Augusta.
Non potendo affidare una centuria ad un ragazzo privo di qualunque esperienza militare, il legato alterò l'ordine nominandolo optio agli ordini di Lucio Cornelio Macrone che, dopo una iniziale ostilità arriverà ad apprezzarne le capacità.

## Aspetto e personalità

### Aspetto
Alla sua prima apparizione Catone è un ragazzo di quasi diciassette anni, dall'aspetto magro e longilineo, alto 1,84 metri e pesante 87,5 kg, con capelli marrone scuro e ricci, una fronte liscia, penetranti occhi castani e un naso lungo e sottile.
Nell'ultimo romanzo pubblicato in Italia, siamo nel 61 d.C., e Catone è un trentaseienne, prefetto al comando dell'ottava coorte illirica, con ormai diciannove anni di servizio alle spalle nell'esercito romano.

### Personalità
Sicuro di sé grazie al proprio bagaglio culturale, inizialmente Catone si ritroverà spiazzato dalla dura vita militare e, soprattutto, dall'ostilità degli altri legionari, ostili a lui a causa dell'evidente nepotismo a cui era dovuta la sua nomina. 
Desideroso di dimostrarsi degno del grado, Catone si impegnerà al massimo nello svolgere il proprio ruolo nel migliore dei modi e sarà protagonista di vari atti di eroismo, come quando salverà la vita a Macrone.
Ciò nonostante, i suoi punti forti sono l'intelletto e l'abilità tattica e strategica, che lo porteranno più volte a ideare piani improvvisati che gli permetteranno di salvare se stesso e i suoi uomini da morte certa.

## Biografia del personaggio
Nel primo romanzo della serie, Sotto l'aquila di Roma, siamo nel 42 d.C. e Catone è una recluta di 17 anni che viene assegnato alle cure del centurione Bestia e poi del centurione Macrone. Grazie anche alla lettera di raccomandazione scritta da Claudio, Vespasiano lo promuove ad Optio. Durante le prime esperienze con la sua Legione in Germania Inferiore salva anche la vita a Macrone che diventerà il suo mentore. Sempre nello stesso romanzo giunge per la prima volta in Britannia in quanto la sua Legione fa parte del corpo di spedizione inviato a conquistare l'isola. Catone rimane affascinato da Lavinia, l'ancella della moglie di Vespasiano, e viene da lei ricambiato.
Nel secondo romanzo, Roma alla conquista del mondo, siamo nel 43 d.C. e Catone è sempre il fedele braccio destro di Macrone in tutte le prime battaglie di conquista in Britannia. Continua ad essere ossessionato dall'amore per Lavinia fino ad esserne totalmente disilluso quando scopre che lei è divenuta l'amante del tribuno Vitellio. In più di un'occasione si offre volontario per missioni audaci e riesce sempre a risolvere le situazioni anche più complicate usando la sua astuzia. Alla fine del romanzo, assieme a Macrone, riesce a sventare un tentativo di uccidere l'imperatore Claudio, ed assiste all'omicidio di Lavinia da parte di Vitellio.

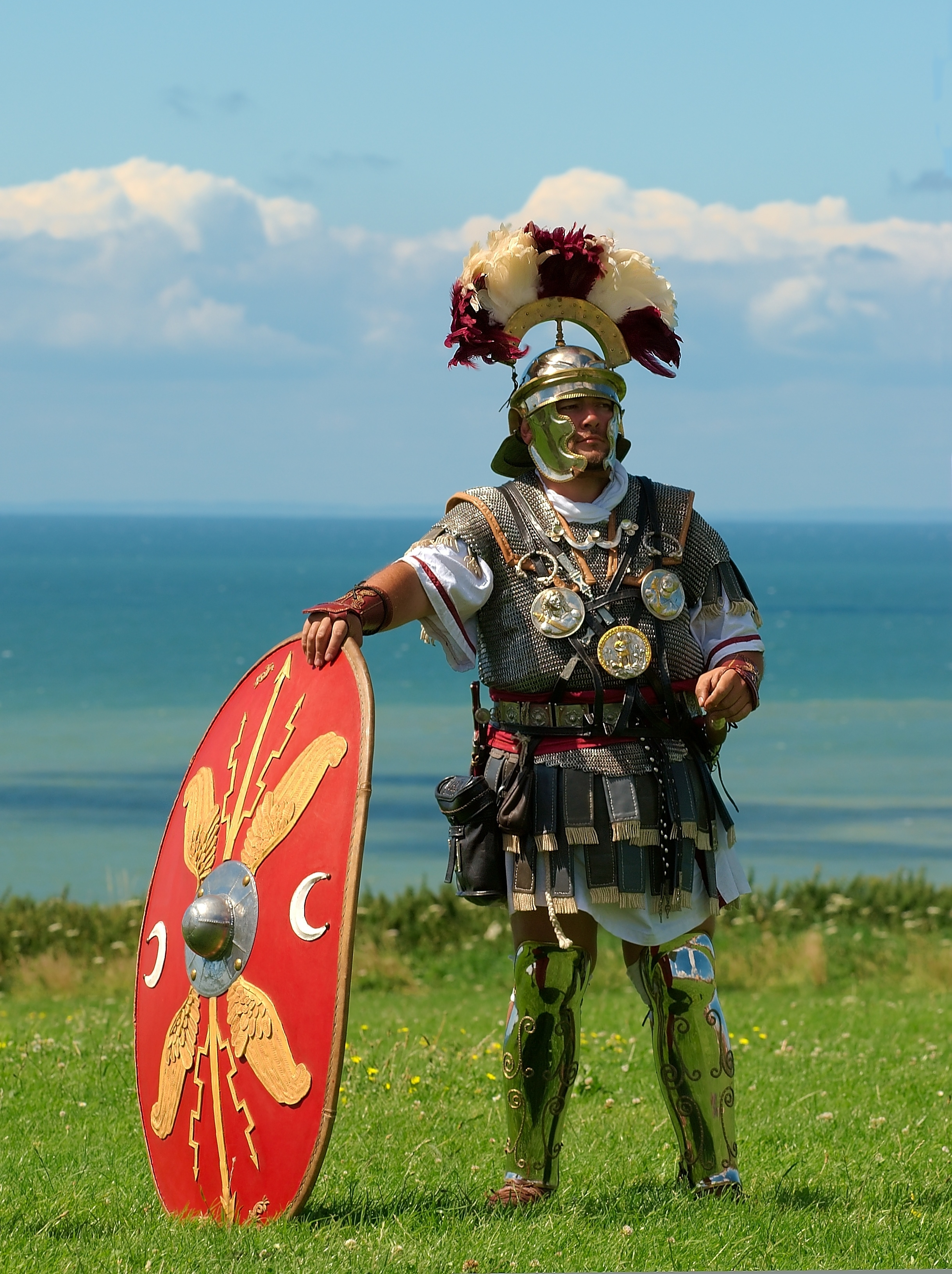
Ricostruzione di un centurione. Catone viene promosso a tale rango alla fine del romanzo La spada di Roma.

Nel terzo romanzo, La spada di Roma, siamo nel 44 d.C., è sempre il fedele optio di Macrone durante le operazioni di conquista della parte meridionale della Britannia. Si offre volontario per tentare di trovare e liberare i familiari del generale Aulo Plauzio, e quando Macrone rimane ferito gravemente prende lui il comando della missione e la porta brillantemente a termine con tanto di promozione finale a centurione. Proprio quando ha ormai liberato la moglie di Plauzio viene ferito gravemente da un druido e si ritroverà nello stesso ospedale dove è degente anche Macrone. Per il successo con cui ha concluso la missione Catone viene promosso a Centurione.
Nel quarto romanzo, Roma o morte, siamo nel 44 d.C., Catone è in via di guarigione dopo essere rimasto nell'ospedale di Calleva assieme a Macrone. Ripresosi gli viene affidato il compito di reclutare, addestrare e comandare due coorti di ausiliari atrebati. Lo scopo è quello di creare un contingente che possa proteggere il re Verica ed al contempo essere utilizzato per sorvegliare le rotte di rifornimenti e collegamento che attraversano il territorio degli atrebati, congiungendo la Seconda Legione che si è spinta nel meridione e le altre tre legioni che presidiano il nord dell'Inghilterra occupata dai romani. Durante una battuta di caccia riesce a sventare all'ultimo minuto l'assassinio del re Verica e comincia sospettare fortemente che tra gli uomini del seguito del re si celi un traditore. Dopo essere sfuggito ad un'imboscata dove gran parte della sua coorte perde la vita si prodiga per resistere all'assedio, portato dai durotrigi al villaggio di Calleva, il tempo necessario affinché Vespasiano lo raggiunga con i rinforzi. Quando l'assedio giunge alla palizzata che delimita la residenza reale, Catone riesce con uno stratagemma a far capovolgere le sorti degli schieramenti ed a smascherare pubblicamente, ed arrestare, il traditore che è Tincommio. L'assedio continua e gli assalitori dilagano nel palazzo reale, e quando sembra che per Catone e Macrone non vi sia più scampo, i Durotrigi scappano senza motivo e lasciano velocemente Calleva grazie al sopraggiungere di Vespasiano con la Seconda Legione. Per i meriti con cui ha gestito la resistenza all'assedio a Catone viene assegnato il comando della Sesta centuria della Terza coorte della Seconda Legione.

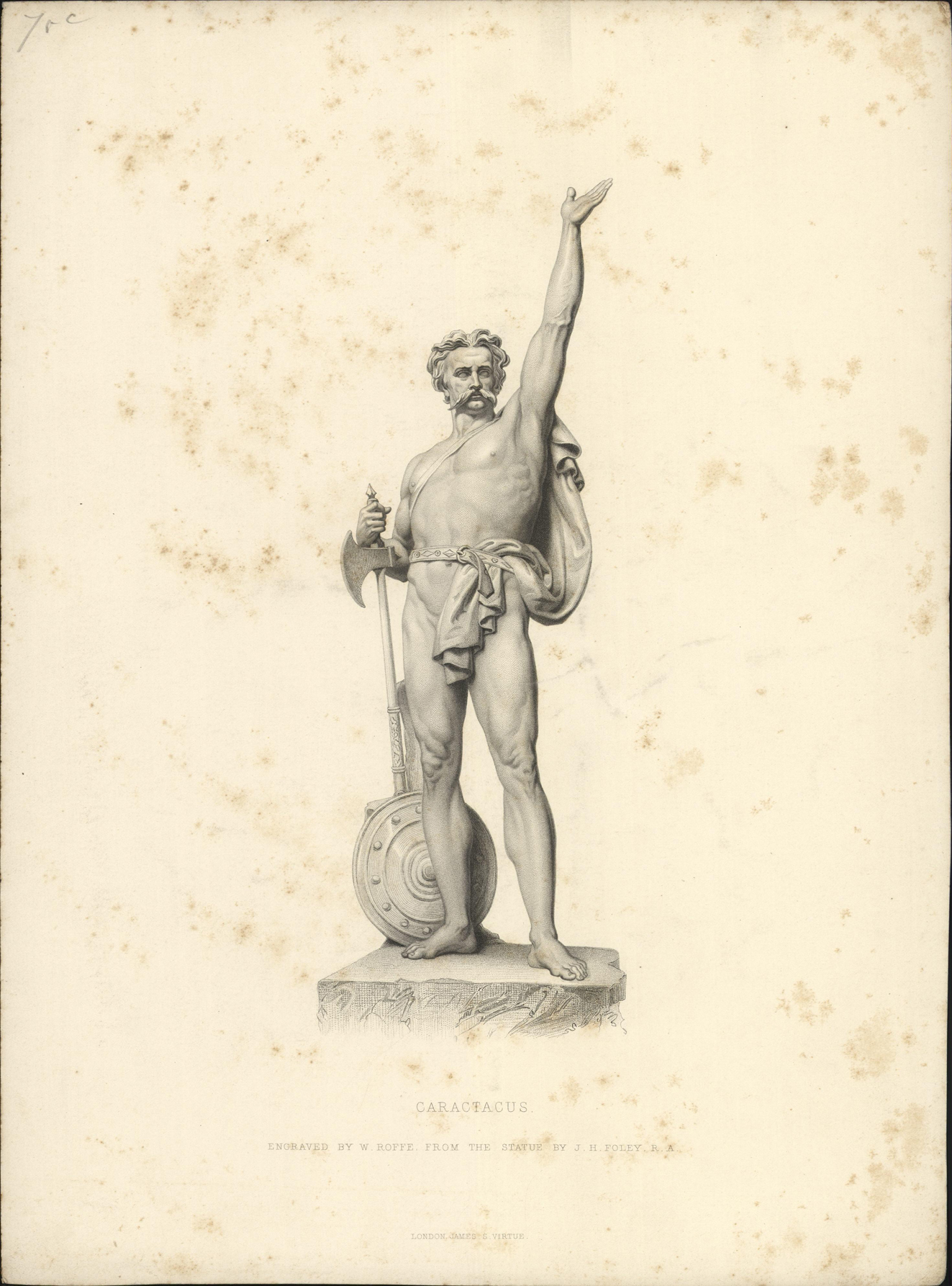
Raffigurazione di Carataco. Catone lo cattura, a due anni dall'inizio dell'invasione della Britannia, alla fine del romanzo La battaglia finale.

Nel quinto romanzo, La battaglia finale, siamo nel 44 d.C., Catone al comando della sua centuria partecipa alle operazioni per tendere un'imboscata all'esercito di Carataco. Per l'inadeguatezza del Centurione Massimo la missione si risolve in un disastro con la fuga dell'esercito di Carataco ed il fallimento dell'imboscata. Aulo Plauzio e Vespasiano organizzano un'indagine per stabilire di chi sia la colpa del fallimento, e l'unità responsabile viene individuata nella Terza Coorte che viene condannata alla decimazione. La sorte vuole tra i condannati anche Catone, e Macrone fedele all'amicizia fraterna per Catone decide di liberare i condannati in particolare per salvare la vita all'amico. Catone e gli altri fuggitivi si rintanano nelle paludi, ma i morsi della fame cominciano a farsi sentire e l'autorità di Catone comincia a vacillare, tanto che il gruppo meno fedele a Catone comincia a compiere degli assalti a fattorie di nativi, che provoca la reazione di Carataco che in breve li stana e cattura. Carataco si intrattiene a colloquiare con Catone per tentare di avere informazioni sulle legioni, ma è lo stesso Catone che, sfruttando abilmente le sue doti persuasive, riesce a sapere molte più informazioni da Carataco stesso sui suoi obiettivi a breve scadenza. Nel frattempo Massimo e la sua centuria vengono mandati volontariamente da Vespasiano a creare devastazione a sud delle paludi per spingere Carataco ad uscire allo scoperto. Carataco fa uccidere e crocifiggere sei dei fuggiaschi di Catone per vendicare i massacri compiuti nella valle da Massimo. Ma l'assassinio dei legionari, anche se fuggiaschi, non fa altro che aumentare la follia di Massimo che comincia a compiere una serie di massacri finché Carataco decide che la coorte di Massimo deve essere annientata e si lascia sfuggire questa volontà in uno degli ultimi colloqui con Catone. Questi riesce a fuggire dalla prigione in cui è rinchiuso e decide che l'unica cosa da fare è avvertire Massimo. Giunto al fortino viene ovviamente arrestato e Massimo rifiuta di ascoltare le sue rivelazioni, mentre al contrario il centurione Tullio, anche lui ormai deluso del comandante, ascolta Catone, lo libera assieme a Macrone e porta tutti nella tenda di Massimo. Con l'aiuto degli altri centurioni, Catone immobilizza Massimo e chiede all'anziano centurione Tullio di prendere lui il comando ed organizzare una difesa all'imbocco delle paludi per intercettare gli uomini di Carataco. L'imboscata riesce, anche se con molte perdite, ma quando ormai il numero dei britanni sta facendo volgere a loro favore la battaglia, giunge in soccorso la Seconda Legione guidata da Vespasiano. Presi dal panico i britanni fuggono e Catone, assieme a Macrone, riesce a catturare Carataco proprio mentre giunge a cavallo Vespasiano con l'avanguardia. Vespasiano quindi decide di intercedere per riabilitare Catone ed anche Macrone su cui cadono i sospetti di aver ucciso il centurione Massimo, e stabilisce che entrambi vengano trasferiti e fatti ritornare a Roma. Infatti nonostante Vespasiano abbia graziato entrambi, l'uno dalla condanna a morte e l'altro dal sospetto di aver partecipato all'assassinio del centurione Massimo, non è più conveniente per loro rimanere nella Seconda Legione. Sarà lo stesso Vespasiano ad accompagnare Catone e Macrone, e durante il viaggio li informa che il giorno prima Carataco è riuscito a fuggire.

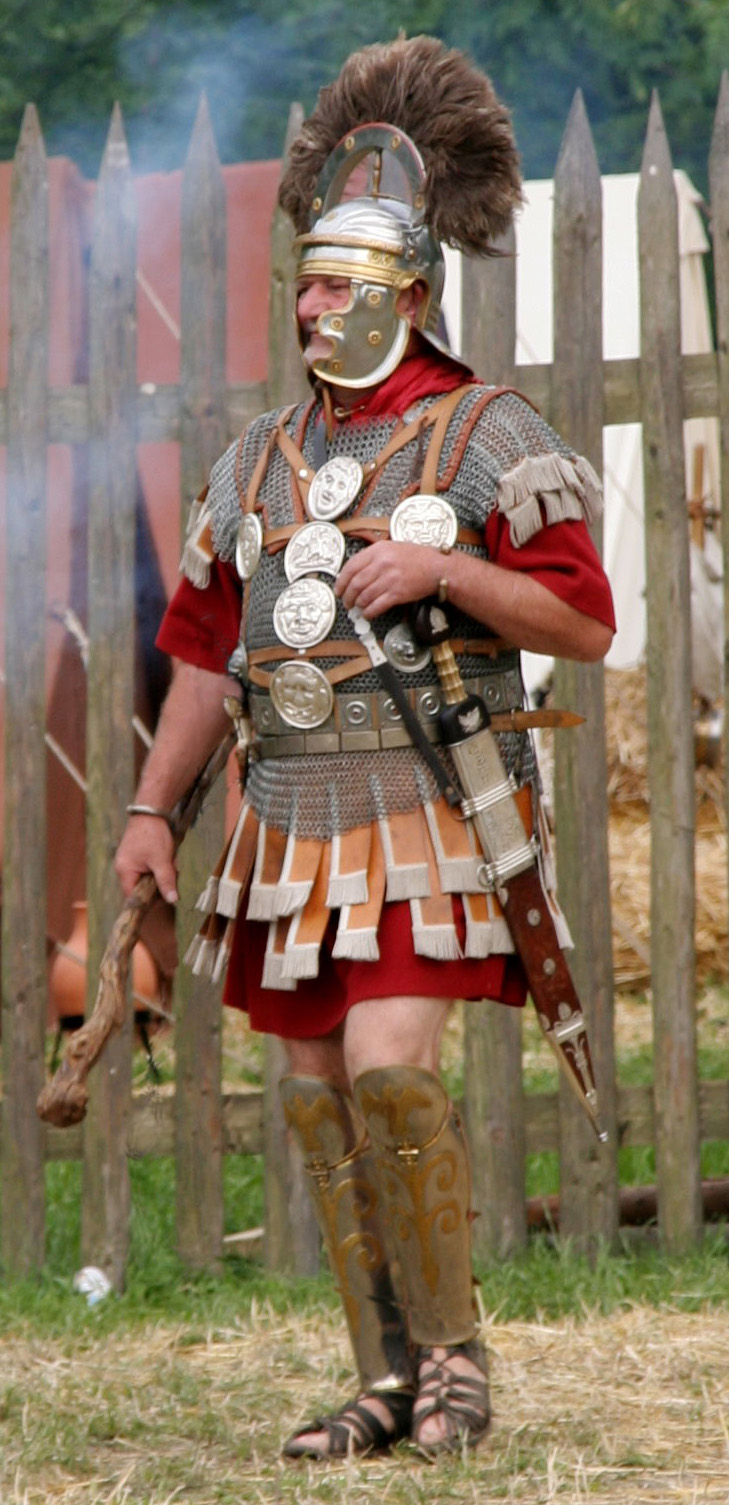
Raffigurazione di un Prefetto di Coorte. Catone viene promosso temporaneamente a questo grado nel romanzo Il Centurione.

Nel sesto romanzo, La profezia dell'aquila, siamo nel 45 d.C., Catone è rientrato a Roma dalla Britannia e sta aspettando di essere assegnato ad una Legione e che un'indagine ufficiale chiarisca il coinvolgimento suo e di Macrone nella morte del centurione Massimo. Narciso in cambio della cancellazione dei loro precedenti, gli affida una missione: dovrà salvare un agente imperiale, Caio Celio Secondo, rapito dai pirati al largo della costa illirica, e soprattutto recuperare alcune misteriose pergamene, che poi si scoprirà essere i mitici libri sibillini.

Catone si reca a Ravenna e sotto il comando del prefetto Vitellio si imbarca per dare la caccia ai pirati. Le operazioni non cominciano bene ed a causa delle incaute scelte di Vitellio la flotta subisce una serie di sconfitte, tanto che dopo aver ricevuto un rapporto sulla situazione, l'imperatore Claudio manda Vespasiano ad assumere il comando delle operazioni destituendo Vitellio.

Una volta che Vespasiano assume il comando, Catone e Macrone vengono inviati in una serie di azioni che alla fine porteranno a scoprire dove si trova la fortezza dei pirati e ad assaltarla. Catone riesce anche a liberare l'agente imperiale Caio Celio Secondo, e nello scontro finale Catone e Vespasiano scendono a patti con il comandante dei pirati, Telemaco, per avere i rotoli con le profezie in cambio della vita del figlio Aiace. Ritornati a Roma i libri sibillini vengono consegnati a Narciso che comunica a Catone che per lui e Macrone sono state annullate le condanne ed i sospetti rimasti in sospeso e che a breve saranno riassegnati alle Legioni.
Nel settimo romanzo, L'aquila dell'impero, siamo nel 46 d.C., Catone è giunto a Gerusalemme, nella provincia romana di Giudea, per svolgere una missione, affidata a lui e Macrone da Narciso, avente l'obiettivo di smascherare le trame del governatore della Siria, Cassio Longino e dei suoi collaboratori, tra cui il prefetto di Giudea Tiberio Giulio Alessandro, che stanno cercando di minare il potere dell'imperatore Claudio, con una rivolta generale di tutte le province d'oriente.
 
Messo al corrente che il rivoltoso di nome Banno il Cananeo si è posto a capo di un vero e proprio esercito, ed i Parti minacciano di attraversare i confini per supportarlo, Catone assieme a Macrone viene inviato presso la fortezza di Bashir per destituire il prefetto Scrofa e coordinare le operazioni contro Banno.

La missione diviene subito complicata con Catone che rimane ferito durante un primo scontro con i ribelli di Banno, e solo grazie al supporto della guida Simeone e delle cure ricevute nel villaggio di Heshaba da parte di Miriam di Nazareth, riesce a ricongiungersi con Macrone e giungere a Bashir.

Catone scopre che i centurioni di Scrofa non fanno che alimentare l'odio verso i romani da parte dei giudei con ispezioni e rastrellamenti che tengono nel terrore i villaggi circostanti. Catone quindi riesce a supportare Macrone per mettere agli arresti Scrofa, ed i due assumono il comando della fortezza di Bashir. Mediante il supporto delle guide carovaniere organizzano un'imboscata per i ribelli annientandone un folto gruppo.

Richiesti inutilmente dei rinforzi al governatore Longino, Catone e Macrone sono costretti a risolvere una situazione disperata, con le truppe di Banno e dei Parti che li assediano. Catone, con un gruppo di uomini, compie una sortita verso le linee nemiche e riesce a mettere fuori uso gli onagri bruciandoli e dopo una serie di azioni eroiche riescono a mettere in fuga e sbaragliare l'esercito nemico, anche grazie all'arrivo di Simeone.
 
Catone, assieme a Macrone e Simeone, si mettono sulle tracce di Banno e lo inseguono fino a Petra, dove riescono a raggiungerlo e ucciderlo.

## Visibilità
Al momento Catone è protagonista di 23 romanzi. Fanno tutti parte della serie Eagles of the Empire.

## Romanzi
| Anno | Titolo Originale                | In Italia                            | Codice                 |
| ---- | ------------------------------- | ------------------------------------ | ---------------------- |
| 2000 | Under the Eagle                 | Sotto l'aquila di Roma (2009)        | ISBN 978-88-541-1608-5 |
| 2001 | The Eagle's Conquest            | Roma alla conquista del mondo (2010) | ISBN 978-88-541-1984-0 |
| 2002 | When the Eagle Hunts            | La spada di Roma (2011)              | ISBN 978-88-541-2443-1 |
| 2003 | The Eagle and the Wolves        | Roma o morte (2012)                  | ISBN 978-88-541-3717-2 |
| 2004 | The Eagle's Prey                | La battaglia finale (2013)           | ISBN 978-88-541-5042-3 |
| 2005 | The Eagle's Prophecy            | La profezia dell'aquila (2013)       | ISBN 978-88-541-5794-1 |
| 2006 | The Eagle in the Sand           | L'aquila dell'impero (2014)          | ISBN 978-88-541-6442-0 |
| 2007 | Centurion                       | Il Centurione (2009)                 | ISBN 978-88-541-1209-4 |
| 2009 | The Gladiator                   | Il gladiatore (2010)                 | ISBN 978-88-541-1768-6 |
| 2010 | The Legion                      | La legione (2011)                    | ISBN 978-88-541-2970-2 |
| 2011 | Praetorian                      | Il pretoriano (2012)                 | ISBN 978-88-541-4157-5 |
| 2013 | The Blood Crows                 | Il sangue dell'impero (2014)         | ISBN 978-88-541-7137-4 |
| 2014 | Brothers in Blood               | Sotto un unico impero (2015)         | ISBN 978-88-541-8488-6 |
| 2015 | Eagles of the Empire: Britannia | Per la gloria dell'impero (2016)     | ISBN 978-88-541-9943-9 |
| 2016 | Eagles of the Empire: Invictus  | L'armata invincibile (2018)          | ISBN 978-88-227-1450-3 |
| 2017 | Day of the Caesars              | La spada dell'impero (2018)          | ISBN 978-88-227-2362-8 |
| 2018 | The Blood of Rome               | Lunga vita all'impero (2019)         | ISBN 978-88-227-3592-8 |
| 2019 | Traitors of Rome                | Il traditore di Roma (2020)          | ISBN 978-88-227-4643-6 |
| 2020 | The Emperor's Exile             | Impero senza confini (2021)          | ISBN 978-88-227-5807-1 |
| 2021 | The Honour of Rome              | Per l'onore di Roma (2022)           | ISBN 978-88-227-6996-1 |
| 2022 | Death to the Emperor            | Nel nome di Roma (2023)              | ISBN 978-88-227-7867-3 |
| 2023 | Rebellion                       | Rivolta per l'impero (2024)          | ISBN 978-88-227-8856-6 |
| 2024 | Revenge of Rome                 | La rivincita di Roma (2025)          | ISBN 978-88-227-9449-9 |

## Ambientazione
| Titolo Originale                       | Titolo Italiano                      | Anno    | Età Catone | Ambientazione |
| -------------------------------------- | ------------------------------------ | ------- | ---------- | ------------- |
| Under the Eagle (2000)                 | Sotto l'aquila di Roma (2009)        | 42 d.C. | 17 anni    |               |
| The Eagle's Conquest (2001)            | Roma alla conquista del mondo (2010) | 43 d.C. | 18 anni    |               |
| When the Eagle Hunts (2002)            | La spada di Roma (2011)              | 44 d.C. | 19 anni    |               |
| The Eagle and the Wolves (2003)        | Roma o morte (2012)                  | 44 d.C. | 19 anni    |               |
| The Eagle's Prey (2004)                | La battaglia finale (2013)           | 44 d.C. | 19 anni    |               |
| The Eagle's Prophecy (2005)            | La profezia dell'aquila (2013)       | 45 d.C. | 20 anni    |               |
| The Eagle in the Sand (2006)           | L'aquila dell'impero (2014)          | 46 d.C. | 21 anni    |               |
| Centurion (2007)                       | Il Centurione (2009)                 | 48 d.C. | 23 anni    |               |
| The Gladiator (2009)                   | Il gladiatore (2010)                 | 49 d.C. | 24 anni    |               |
| The Legion (2010)                      | La legione (2011)                    | 49 d.C. | 24 anni    |               |
| Praetorian (2011)                      | Il pretoriano (2012)                 | 51 d.C. | 26 anni    |               |
| The Blood Crows (2013)                 | Il sangue dell'impero (2014)         | 51 d.C. | 26 anni    |               |
| Brothers in Blood (2014)               | Sotto un unico impero (2015)         | 52 d.C. | 27 anni    |               |
| Eagles of the Empire: Britannia (2015) | Per la gloria dell'impero (2016)     | 52 d.C. | 27 anni    |               |
| Eagles of the Empire: Invictus (2016)  | L'armata invincibile (2018)          | 54 d.C. | 29 anni    |               |
| Day of the Caesars (2017)              | La spada dell'impero (2018)          | 54 d.C. | 29 anni    |               |
| The Blood of Rome (2018)               | Lunga vita all'impero (2019)         | 55 d.C. | 30 anni    |               |
| Traitors of Rome (2019)                | Il traditore di Roma (2020)          | 56 d.C. | 31 anni    |               |
| The Emperor's Exile (2020)             | Impero senza confini (2021)          | 57 d.C. | 32 anni    |               |
| The Honour of Rome (2021)              | Per l'onore di Roma (2022)           | 59 d.C. | 34 anni    |               |
| Death to the emperor (2022)            | Nel nome di Roma (2023)              | 60 d.C. | 35 anni    |               |
| Rebellion (2023)                       | Rivolta per l'impero (2024)          | 61 d.C. | 36 anni    |               |
| Revenge of Rome (2024)                 | La rivincita di Roma (2025)          | 61 d.C. | 36 anni    |               |